# Friedrich Konrad Hiller
Friedrich Konrad Hiller (* 9. Juni 1651 in Unteröwisheim; † 23. Januar 1726 in Stuttgart) war ein deutscher Jurist und evangelischer Kirchenlieddichter.

## Leben
Der Sohn eines Pflegers studierte ab 1680 in Tübingen Rechtswissenschaft und wurde 1685 herzoglicher Kanzleiadvokat in Stuttgart. Während seiner häufigen Krankheiten dichtete er oft. 1711 veröffentlichte Friedrich Hiller eine Liedersammlung.

## Werk
Im aktuellen Evangelischen Gesangbuch (EG) ist er mit einem Lied vertreten:
- Ich lobe dich von ganzer Seelen (EG 250)

Er darf nicht mit dem evangelischen pietistischen Lieddichter Philipp Friedrich Hiller verwechselt werden, der über 1.000 Kirchenlieder dichtete.